# Dâmburile, Cluj
Dâmburile este un sat în comuna Suatu din județul Cluj, Transilvania, România. Satul este amplasat la 40 kilometri de reședința de județ Cluj-Napoca.

## Istoric
Dâmburile este un sat de mici dimensiuni, cu populație preponderent maghiară, amplasat într-o zonă depresionară pe drumul care face legătura între Suatu și Cojocna. Zona în care este amplasat satul începe să fie locuită permanent abia după desființarea iobăgiei din iunie 1848, astfel că Harta Iosefină a Transilvaniei din 1769-1773 (Sectio 096) nu indică existența unor așezări umane permanente în zonă. Amplasamentul  celor trei sate ale comunei {Dâmburile, Aruncuta și Suatu} are forma unui triunghi echilateral, cu dimensiunea laturilor de circa 4 km.

## Date geografice

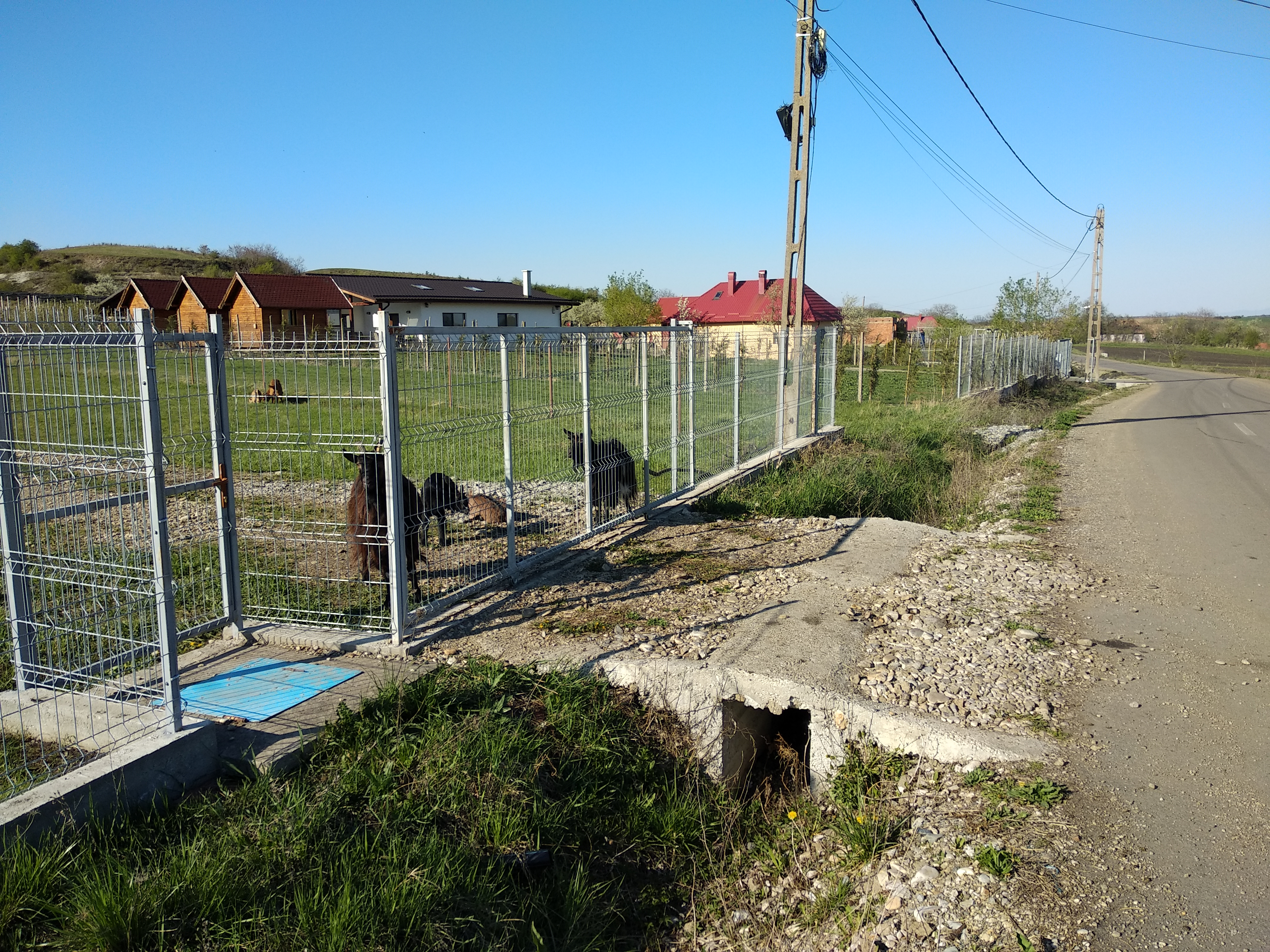
Satul Damburile

Satul Dâmburile face parte din comuna Suatu, Județul Cluj și se afla la 40 kilometri sud-est de Cluj-Napoca. În localitate se ajunge prin traversarea, spre vest, a comunei Suatu, drumul  {DC 48 } , care leagă satul de comună fiind  asfaltat (din anul 2013).
La nord se învecinează cu localitatea Căianu Mic, la sud cu satul Aruncuta, la est cu Suatu, iar la vest cu Cojocna. 
Vegetația este specifică zonei de silvostepă. Are importanță turistică datorită zonei deosebit de frumoasă {pădure și pomi fructiferi în sud ,spre Aruncuta ,respectiv zona colinară "Seles" cu pasunea și pădurea spre Cojocna } , partea de vest fiind practic înconjurată de pădure, și a apropierii de Stațiunea Băile Cojocna, unde există băi cu apă sărată din fostele Ocne de sare de la Cojocna, exploatate și de romani. Încă din timpul dacilor, prin Dâmburile trecea drumul sării din Cojocna spre Dej și partea de nord a țării, respectiv spre Târgu Mureș. Desigur ca este doar o problema de timp pentru ca și Aruncuta ,sat component al aceleași comune , să aibă legatură direct cu satul Dâmburile , avand ca traseu vechiul drum care lega ,în perioada austro-ungară , comuna Aruncuta de comitatul Cojocna . Întreaga zonă are importanță agricolă ,iar  siguranța alimentara a populatiei ne obligă la investiții agricole , inclusiv legaturi rutiere directe între localitați , care să permită folosirea cat mai eficienta a resurselor materiale și umane din această  zonă .

## Date economice

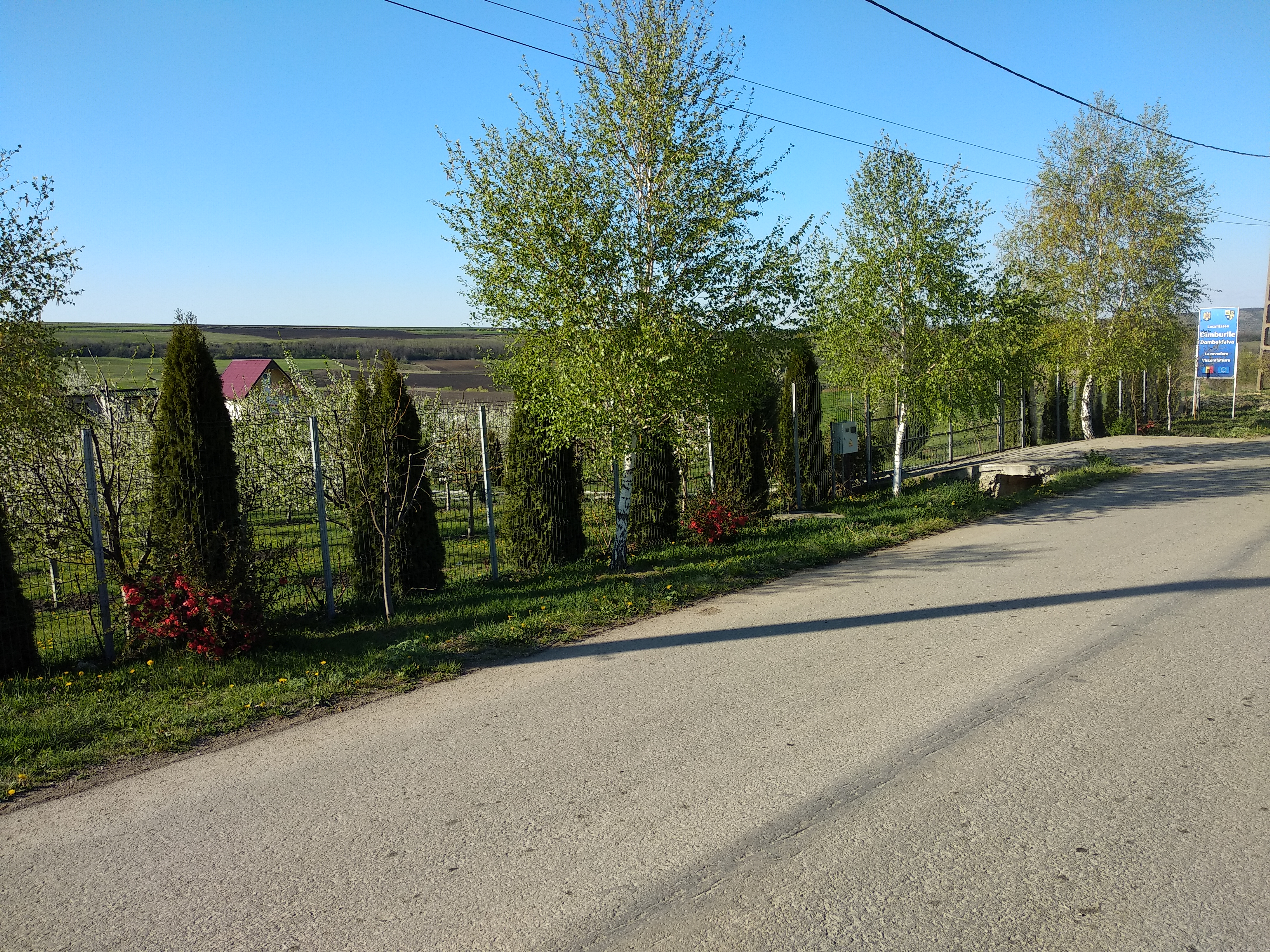
Satul Damburile - livada de pomi fructiferi

Satul Dâmburile are o economie preponderent agrară. Alături de culturile vegetale tradiționale cum ar fi: porumb, grâu, orz, ovăz, secară, cartofi, sfeclă de zahar, tutun etc. Sătenii au ca principală ocupație creșterea animalelor pentru carne și lapte, în special ovine și bovine. 
Populația satului are mai puțin de 100 locuitori. Înainte de 1989 aici exista o școală generală pentru primele 4 clase primare, ulterior aceasta fiind desființată datorită numărului redus de elevi. O soluție pentru reînvigorarea satului o poate reprezenta asocierea proprietarilor de terenuri, inclusiv a terenurilor administrate de Primărie  și specializarea sătenilor pe creșterea animalelor de lapte și carne folosind metode moderne de creștere și îngrijire (vaci de lapte, ovine, tineret ovin și bovin la îngrășat etc), cultivarea cu preponderență a plantelor de nutreț pentru furajarea corespunzătoare a animalelor și, în special a plantelor tehnice (sfeclă de zahăr, tutun, floarea- soarelui, cartofi, căpșuni etc), legume, cultura viței de vie și pomi fructiferi {pe terasele existente), turism rural și recreere. Dâmburile, în strategia de dezvoltare pe termen lung a comunei are un rol extrem de important datorită apropierii de Cojocna, practic fiind la granița cu metropola Cluj. 
Dacă se realizează legătura rutieră asfaltată între Cojocna și Suatu, prin Dâmburile, atunci este posibilă o puternică dezvoltare a acestei zone datorită peisajului împădurit, a distanței mici față de Băile Cojocna și a potențialului agricol deosebit. Datorită volumului mare de precipitații raportat la alte zone din județ, satul se poate specializa pe culturi legumicole și pomi fructiferi, având piață asigurată în Cojocna și Cluj-Napoca.In anul 2018 s-a finalizat asfaltarea drumului comunal  DC 48 , care leaga Suatul de Damburile , anterior fiind introdusă și apa potabilă de la conducta Gilău-Cluj Napoca. Efectul acestor investiții a mărit valoarea comercială a proprietăților,încurajând repararea gospodăriilor din sat și plantarea , pe suprafețe relativ mari , unor livezi de pomi fructiferi. Primarul comunei Suatu, a încercat o colaborare cu administratia din Cojocna , pentru a finaliza legătura rutieră între cele doua comune {Suatu - Cojocna } însa ,deocamdată , nu exista perspective de realizare a acesteia. "Noi , în zona noastră ,spunea d-nul primar, mai avem doar 700 metri de drum neasfaltat până la granița cu Cojocna , pe care-l realizăm fara nici o problemă, daca Consiliul local Cojocna dorește să participe la această legatură rutieră absolut necesară pentru dezvoltarea zonei, dar și în condițiile unei reorganizări administrative de comasare a unor comune {inclusiv a comunelor noastre } . Legăturile rutiere între comune trebuie privite atat ca perspective de dezvoltare , cât și de o potentială administrare comună . Pentru legătura rutieră cu Frata {prin Berchieș} avem deja aprobat proiectul de drum asfaltat { DC 47 A } și sperăm să-l derulam cât mai repede ,la fel cum ne dorim să realizam acest lucru și cu zona metropolitana Cluj ,prin Cojocna ".  

### Structura populației dupa naționalitate

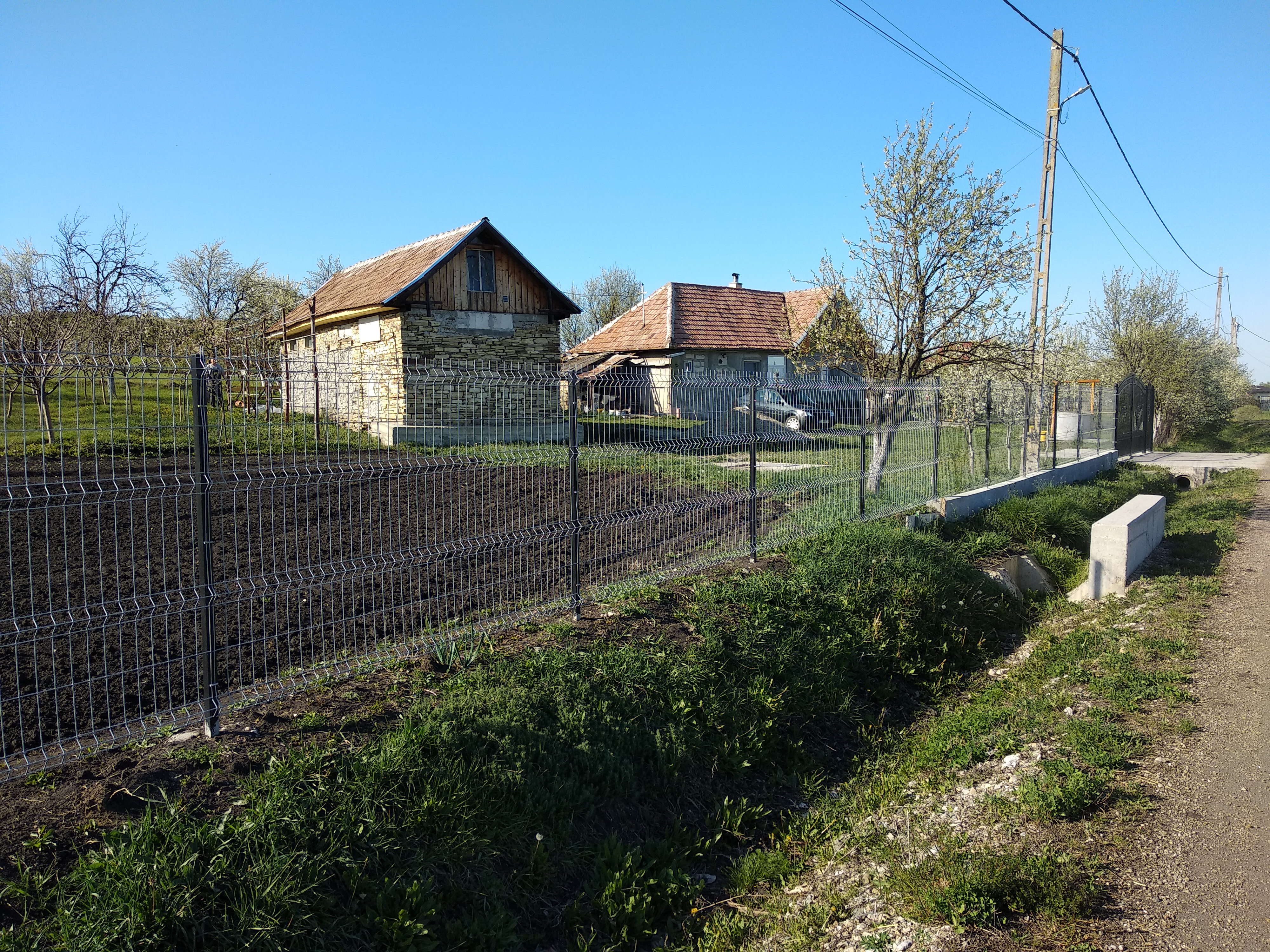
Imagine din satul Damburile

De-a lungul timpului populația satului Dâmburile a evoluat astfel:
Analiza tabelului de mai sus scoate în evidență o structură a populației predominat maghiară.

### Recensământul general agricol 2002-2003

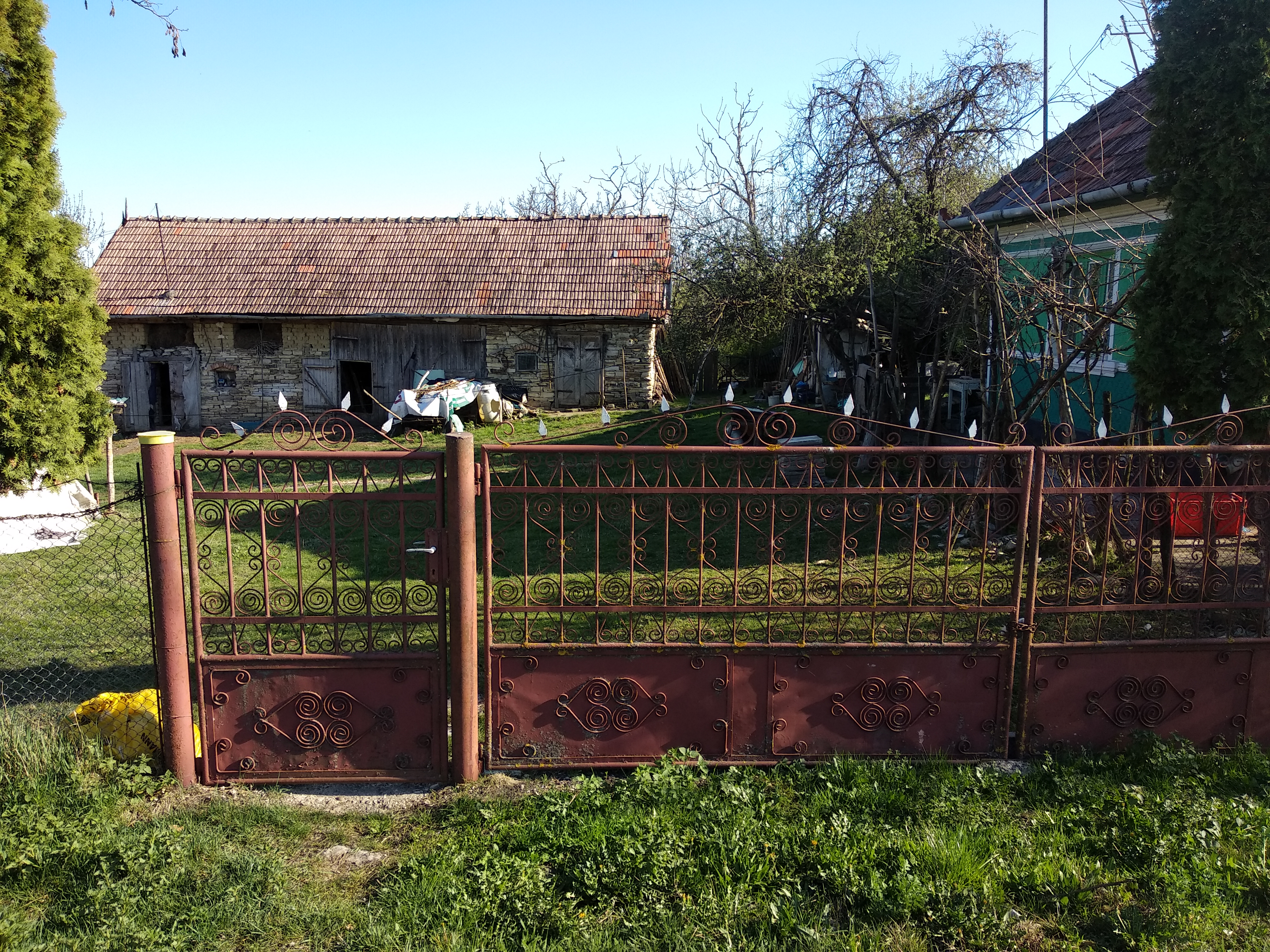
Satul Damburile - gospodarie taraneasca

Situațiile statistice privind recensământul din satul Dâmburile realizat în perioada 2002 - 2003 nu prezintă structura detaliată a populației  așa cum aceasta s-a realizat în 1992, informațiile statistice referindu-se la întreaga comună {alcătuită din satele Suatu, Aruncuta și Dâmburile}.
În schimb, recensământul din decembrie 2002 și ianuarie 2003 este bogat în informații de altă natură ; astfel, conform datelor furnizate de Direcția Județeană de Statistică Cluj, în urma recensământului general agricol 2002-2003, în satul Dâmburile  existau  următoarele categorii de animale :
- Bovine = 86, din care vaci de lapte = 62 capete .
- Ovine = 308 capete ;
- Porcine = 297 capete ;
- Păsări de curte = 900 bucăți ;
- Cabaline = 18 cai ;
- Iepuri = 5 bucați
- 24 familii de albine ;

Numărul mare de animale raportat la populația satului {84 locuitori} indică un potențial economic deosebit, generat de hărnicia și priceperea sătenilor cu puternice tradiții în creșterea și îngrijirea animalelor de lapte și carne .

## Legături externe
Materiale media legate de Dâmburile la Wikimedia Commons